# 85 Io
85 Io (mednarodno ime je tudi 85 Io, starogrško starogrško Ἰώ: Ió) je velik in temen asteroid tipa C v glavnem asteroidnem pasu. 

## Odkritje
Asteroid je odkril Christian Heinrich Friedrich Peters (1813 – 1890) 25. avgusta 1865.. Asteroid je poimenovan po Io, ljubici Zevsa v grški mitologiji.

## Lastnosti
Asteroid Io obkroži Sonce v 4,32 letih. Njegova tirnica ima izsrednost 0,193, nagnjena pa je za 11,967° proti ekliptiki. Njegov premer je 154,79 km, okrog svoje osi pa se zavrti  6,875 urah .